# Max Brod
Max Brod (født 27. maj 1884 - død 20. december 1968) var en tysksproget bøhmisk forfatter og komponist.
Brod blev født i Prag i en  tysksproget jødisk familie i den østrigske provins Böhmen (nu Tjekkiet), hvor han studerede jura. Han fuldførte studiet i 1907 og trådte i statens tjeneste. Fra 1924 arbejdede han som kritiker ved Prager Tagblatt. Han er mest kendt for sit venskab med Franz Kafka, som han mødte første gang i 1902. Da Kafka døde, administrerede han boet og tog vare på hans upublicerede arbejder. Dette  til trods for Kafkas ønske om at de skulle ødelægges. Han redigerede og publicerede Kafkas skrifter og skrev i 1937 hans første biografi: Franz Kafka, eine Biograpie.
Brod var en flittig skribent: Tycho Brahes Weg zu Gott (1916), Heidentum, Christentum und Judentum (1922), Reubeni, Fürst der Juden (1925), Biografie von Heinrich Heine (1934), Rassentheorie und Judentum (1936), Franz Kafkas Glauben und Lehre (1948) og Verzweiflung und Erlösung im Werke Franz Kafkas (1959).
Max Brod var zionist og blev i 1918 medlem af Jüdische Nationalrat. Han emigrerede med sin kone til Palestina i 1939 og døde i Tel Aviv.
Hans kompositioner er lidet kendte. Der er sange, klaverstykker og musik til hans skuespill. Han oversatte nogle af Leoš Janáceks operaer, skrev en biografi om ham i 1924 og  skrev en studie om Gustav Mahler, Beispiel einer Deutsch-Jüdischen Symbiose (1961).
Brod nævnes som en begejstret tilhænger af Carl Nielsen i et essay1) af John Fellow Larsen, der citerer Brod:
| Citat                                                                 | Jeg beder alle kapelmestre om at opføre Nielsens orkesterværker, så jeg endelig kan få ro. | Citat |
| Max Brod: "Kleine Konzerte", Der Merker, Heft 1, Wien 1910, s. 43-44. |                                                                                            |       |

Wiener Philharmonikerne spillede først Carl Nielsens ouverture til Maskarade i 1994, 80 år efter; en årelang brevveksling mellem de to er delvis bevaret, og Brod bevarede sin  begejstring for Carl Nielsen; omtalt i sin selvbiografi, Streitbares Leben, fra 1960. 